# 大叶鸭跖草
大叶鸭跖草（学名：Commelina suffruticosa）为鸭跖草科鸭跖草属的植物。分布于印度、印度尼西亚、孟加拉国以及中国大陆的云南省等地，生长于海拔1,030米的地区，一般生于沟谷树干上，目前尚未由人工引种栽培。